# Franc Šuštar
France Šuštar, slovenski škof, * 27. april 1959, Ljubljana.
Otroštvo je preživel v kmečki družini v Preserjah pri Radomljah. Med letoma 1974 in 1978 je bival v Malem semenišču v Vipavi. Študiral je na Teološki fakulteta v Ljubljani in na Gregoriani v Rimu, kjer je doktoriral iz osnovnega bogoslovja. Mašniško posvečenje je prejel 29. junija 1985 v Ljubljani. Za duhovniško geslo si je izbral: »Veselite se vedno v Gospodu. Gospod je blizu!« (Flp 4, 4). Prva duhovniška služba je bila služba kaplana v župniji Ljubljana - Moste in župniji Ljubljana - Fužine. Kasneje je bil ravnatelj Bogoslovnega semenišča v Ljubljani (1991–1997), nato župnik župnije Grosuplje (1997–2005) in kasneje župnik župnije Ljubljana - Sv. Nikolaj (stolna župnija) (2005–2007) ter arhidiakon III. arhidiakonata, ki vključuje dekanije Domžale, Kamnik, Litija in Zagorje. Od  leta 2007 je bil ponovno ravnatelj Bogoslovnega semenišča ter njegov ekonom.
7. februarja 2015 je bil imenovan za ljubljanskega pomožnega škofa. Škofovsko posvečenje je prejel 15. marca 2015 v ljubljanski stolnici. Je tudi generalni vikar ljubljanske nadškofije.